# Cratere Njesko
Njesko  è un cratere sulla superficie di Marte.